# 理查德悖论
理查兹悖论是一个不真正自相矛盾的数学悖论。1905年法国数学家儒略·理查德首次描写了这个悖论。今天它被用来显示仔细区分数学与元数学的重要性。

## 悖论
考虑一个能够用来定义整数的算术特征的语言，比如汉语。比如“第一个自然数”定义一个数字，1，是第一个自然数。“只能被一以及它自己整除”定义该数字是一个質數。（显然有些特征不能被明确地定义，因此每个引导系统从某些公理开始。但是在这里我们假设“两个整数的和依然是一个整数”之类的公理是已知的。）所有这些定义的数量是无穷大的，但是每个定义都是由有限多的词以及有限多的字组成的。因此我们可以把这些定义首先按照其字数，然后按照其字典顺序定义排列起来。
我们将每个定义映射到一组基数上，并且让排在最前面的定义映射到1上，第二前面的定义映射到2上，等等。因为每个定义都有一个号码。有可能偏巧正好这个号码与这个定义相符合。比如“只能被一以及他自己整除”有11个字，而这个定义的号码恰好是11。而且11本身也只能被1和它自己整除，因此该定义的号码具有该定义的特征。但是这不一定总是正确的。比如假如“第一个自然数”的号码为4，那么它的号码与它定义的特征不同。这样的号码与特征不同的定义被称为是理查兹性的。也就是说一个理查兹性的数字所编号的定义不适用于该数字本身。
但是因为理查兹性本身是一个整数的特征，因此它也在被列举的特征之内。因此它本身也有一个号码{\displaystyle n}。现在这个悖论来了：{\displaystyle n}是理查兹性的吗？假如{\displaystyle n}是理查兹性的，那么按照定义它没有第{\displaystyle n}个定义所描写的特征，也就是说{\displaystyle n}不是理查兹性的，这和我们的假设相反。而假设{\displaystyle n}不是理查兹性的，那么它拥有第{\displaystyle n}个定义所描写的特征，也就是说它是理查兹性的，这也和我们的假设相反。因此“{\displaystyle n}是理查兹性的”这个定义即不能是正确的，也不能是错误的。

## 悖论的解决
理查兹悖论并不是真正的悖论。在悖论排列定义时一个关键的、但是没有提到的假设被忽略了。
我们说到列举整数得着算术特征，也就是说设计加法、乘法等的特征。但是后来我们却在这些加进去了一个关于算术特征编号的特征。一个数字是否理查兹性不是我们本来打算列举的特征之一，因为这个定义是关于一个描述的字数等等的元数学写法。
因此要解决这个悖论我们需要区分数学（比如算术）和元数学（比如一个定义的写法）。